# Renault RE30
La Renault RE30 è una monoposto di Formula 1 che corse nella seconda parte del campionato mondiale del 1981.

## La vettura
Diversamente dalla precedente RE20B, il modello RE30 era caratterizzato da un telaio monoscocca in lega leggera di alluminio con rinforzi in fibra di carbonio e dall'utilizzo dei correttori idraulici di assetto (introdotti dalla Brabham per aggirare le nuove norme FIA sull'effetto-suolo, poi ammessi dalla FIA ed in seguito copiati da tutte le altre scuderie). Anche questa vettura, come le precedenti Renault, aveva la peculiarità del motore: un 1500 cm³ sovralimentato con due turbine che venne modificato adottando turbocompressori KKK portando la potenza a 540 cv.
I progettisti furono i francesi Michel Tétu e François Castaing.

## La stagione
La RE30 fece il suo esordio nel Gran Premio del Belgio, quinta prova della stagione, con al volante il solo René Arnoux, che però non fu capace di qualificarsi per la gara.

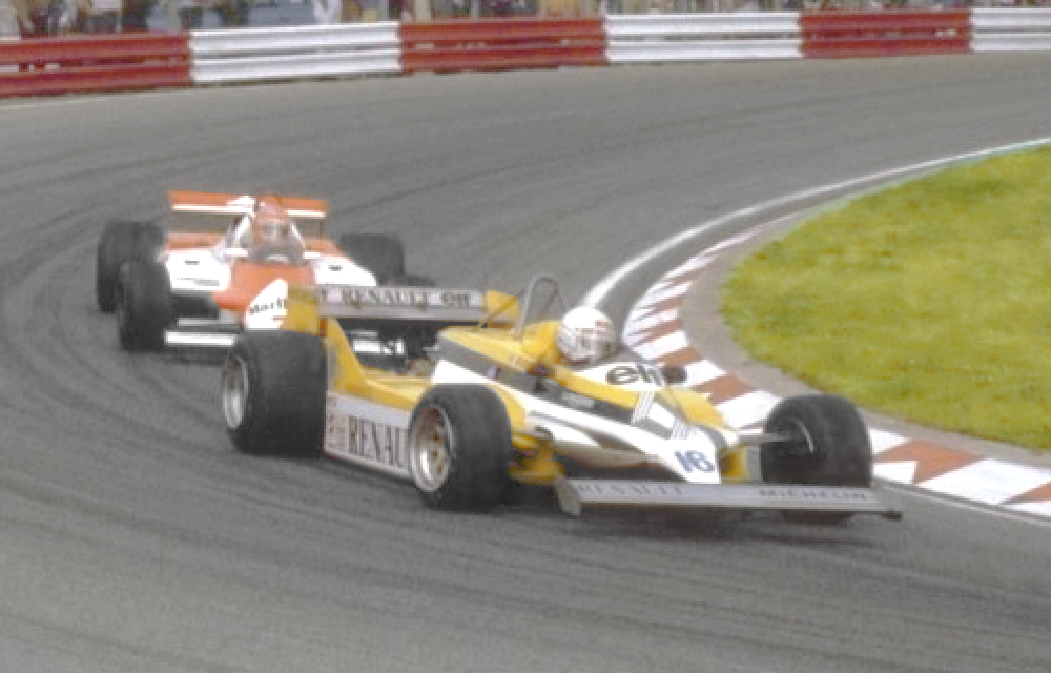
La RE30 di Arnoux al Gran Premio d'Olanda 1981

Al successivo Gran Premio di Monaco la RE30 fu affidata ad Alain Prost, che si qualificò settimo ma terminò la gara al quarantacinquesimo giro a causa di un guasto al motore. A partire dal Gran Premio di Spagna entrambi i piloti guidarono una RE30. I primi risultati della RE30 arrivarono al Gran Premio di Francia, dove Arnoux ottenne la pole position e Prost la sua prima vittoria. La RE30 ottenne la pole position in ciascuna delle cinque gare a seguire, con Prost di nuovo vincitore in Olanda e secondo in Germania e Arnoux secondo in Austria. In Italia arrivò la terza vittoria di Prost che concluse la stagione con un secondo posto a Las Vegas.
La vettura conquistò complessivamente tre vittorie, tre secondi posti e tre terzi posti, il tutto facendo segnare due giri più veloci e sei pole position.

## Risultati sportivi
| Anno | Team               | Motore          | Gomme | Piloti |  |  |  |  |     |     |     |   |     |    |     |     |     |     |     | Punti | Pos. |
| ---- | ------------------ | --------------- | ----- | ------ |  |  |  |  | --- | --- | --- | - | --- | -- | --- | --- | --- | --- | --- | ----- | ---- |
| 1981 | Equipe Renault Elf | Renault 1.5 V6T | M     | Prost  |  |  |  |  | Rit | Rit | Rit | 1 | Rit | 2  | Rit | 1   | 1   | Rit | 2   | 48    | 3º   |
| 1981 | Equipe Renault Elf | Renault 1.5 V6T | M     | Arnoux |  |  |  |  | NQ  | Rit | 9   | 4 | 9*  | 13 | 2   | Rit | Rit | Rit | Rit | 48    | 3º   |

| Legenda | 1º posto     | 2º posto | 3º posto    | A punti         | Senza punti/Non class.  | Grassetto – Pole position Corsivo – Giro più veloce |
| Legenda | Squalificato | Ritirato | Non partito | Non qualificato | Solo prove/Terzo pilota | Grassetto – Pole position Corsivo – Giro più veloce |

* Indica quei piloti che non hanno terminato la gara ma sono ugualmente classificati avendo coperto, come previsto dal regolamento, almeno il 90% della distanza totale.